# Oued Noun
L’Oued Noun (anciennement Wad-i-Noun, Wad al Aksa, Oued Assaka ou Uad Asaca) est le dernier fleuve permanent au nord du Sahara .

## Géographie
Il se trouve au sud du Maroc, dans la région de Guelmim, à environ 70 km au nord de l'Oued Draâ. Il part du versant sud de l’Anti-Atlas et se jette dans l’océan Atlantique au lieu-dit Foum Assaka dans la région de Sbouya.
Il donne son nom à un village dans la région de Sbouya (coordonnées : 29° 09′ N, 10° 02,5′ O) ainsi qu'à la région avoisinante Guelmim-Oued Noun.
Près de son embouchure devait exister un port espagnol, San Miguel de Asaca ou San Miguel de Saca, qui servait de tête de pont aux incursions espagnoles depuis les Canaries ou l'Espagne,.
C'était dans cette région, précisément au nord de l'oued que l'Espagne établissait sa colonie d'Ifni. Le Fort Bou-Jerif, construit par les Français en 1935, en raison de leur protectorat au Maroc, se trouve au bord de l'Oued, à 11 km de Foum Assaka. Environ 200 hommes vivaient dans cet immense Fort, protégés par 2 tours de guet situées sur le sommet de collines à l’Ouest et à l’Est du Fort. Ces bâtiments furent abandonnés en 1956, et les Marocains l’occupèrent à leur tour jusqu’en 1969, date à laquelle les Espagnols abandonnèrent l’enclave d'Ifni au Nord.

## Origine du nom
Le fleuve Oued Noun tient son de la reine Nouna qui régna sur ces contrées au I siècle. Le mot « Noun » serait une dérivée du nom féminin amazighe Noula.

## Affluents
- Oued Houda
- Oued Das
- Oued Siyad